# Нова-Дубница
Но́ва-Ду́бница (словац. Nová Dubnica) — город в западной Словакии. Население — около 11 тыс. человек. Нова-Дубница возникла в 1951 году как пригород Дубницы-над-Вагом и в 1957 стала самостоятельным городом.

## Население
| Год:                | 1994   | 2004    | 2014    | 2024    |
| ------------------- | ------ | ------- | ------- | ------- |
| Количество человек: | 12 559 | 12 032  | 11 262  | 10 272  |
| Разница:            |        | −4,19 % | −6,39 % | −8,79 % |

## Города-побратимы
- Пруске, Словакия
- Дубна, Московская область, Россия[3]